# Antoni Gołkowski
Antoni Gołkowski herbu Strzemieńczyk (ur. 13 czerwca 1838 w Mchawie, zm. 18 listopada 1914 w Sanoku) – powstaniec styczniowy, nauczyciel.

## Życiorys

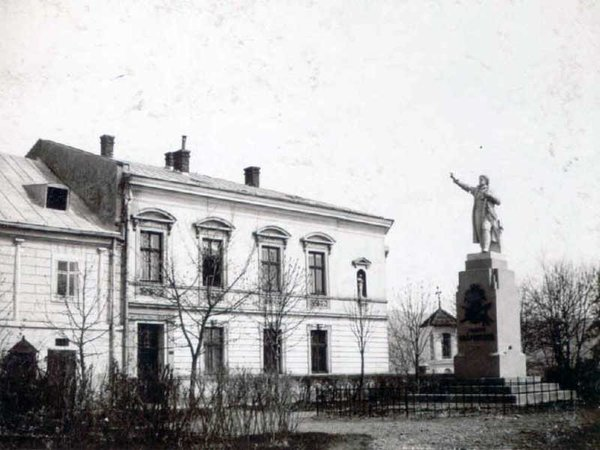
Willa Zaleskich przy placu św. Jana w Sanoku

Antoni Wacław Gołkowski urodził się 13 czerwca 1838 w Mchawie. Był synem Albina (doktor praw, od ok. 1854 burmistrz Sanoka) i Katarzyny z domu Niesiołowskiej.
W 1861 zdał egzamin dojrzałości w C. K. II Gimnazjum we Lwowie z językiem niemieckim wykładowym. Od 1861 do 1864 odbywał studia na Wydziale Filozoficznym Uniwersytetu Lwowskiego.
Brał udział w powstaniu styczniowym 1863 służąc w oddziałach Leona Czechowskiego i Józefa Wysockiego, którego był kurierem i adiutantem. Odbywał też misje powstańcze. Uczestniczył w wyprawie na Radziwiłłów (zakończonej niepowodzeniem 2 lipca 1863). W stoczonej tam bitwie (przegranej) pełnił funkcję gońca konnego przy sztabie dowódcy, wykonując rozkazy pod ostrzałem. Przy jego udziale dokonano ujawnienia i schwytania szpiega carskiego, kpt. Nikiforowa zwanego „Rykowem”.
Został nauczycielem. W charakterze zastępcy nauczyciela (suplent) pracował kolejno: od 5 grudnia 1865 do 17 września 1867 pracował w C. K. Gimnazjum w Stanisławowie, od 17 września 1867 do 26 sierpnia 1869 w C. K. Gimnazjum im. Franciszka Józefa we Lwowie, od 26 sierpnia 1869 do 10 września 1870 w C. K. Wyższym Gimnazjum w Brzeżanach, od 10 września 1870 do 12 lipca 1872 w Samoistnej Miejskiej Niższej Szkole Realnej w Śniatynie.
W 1872 we Lwowie zdał egzamin nauczycielski podstawowy w zakresie historii i geografii. Jako egzaminowany zastępca nauczyciela od 12 lipca 1872 do 13 września 1877 pracował w C. K. Gimnazjum w Samborze, gdzie uczył języka niemieckiego, historii, geografii, historii kraju. Od początku października 1877 pracował w C. K. Gimnazjum w Rzeszowie. W szkole uczył języka niemieckiego i języka polskiego (początkowo), zaś w całym okresie pracy historii, geografii, a ponadto jako przedmiotów nadobowiązkowych: dziejów ojczystych, a potem historii kraju rodzinnego.
Reskryptem Wysokiego C. K. Ministerstwa Wyznań i Oświaty z 9 lipca 1887 został mianowany nauczycielem rzeczywistym w C. K. Gimnazjum w Sanoku. Rozporządzeniem Wysokiej C. K. Rady Szkolnej Krajowej z 10 września 1890 został zatwierdzony w zawodzie nauczycielskim i mianowany c. k. profesorem. W sanockim gimnazjum wykładał język polski, historię powszechną, geografię, historię kraju rodzinnego. Otrzymywał kolejno rangi służbowe: VIII od 1 stycznia 1900 i VII rangę 27 października 1904. Był autorem artykułu pt. Tyberyusz wobec pisarzów starożytnych i nowoczesnych, opublikowanego w sprawozdaniu sanockiego gimnazjum w 1902. Przebywał na urlopie w roku szkolnym 1904/1905 i w roku szkolnym 1905/1906. Reskryptem C. K. Ministra Wyznań i Oświecenia z 28 maja 1906 został przeniesiony w stały stan spoczynku z dniem 20 czerwca 1906. Został odznaczony austro-węgierskim Medalem Jubileuszowym Pamiątkowym dla Cywilnych Funkcjonariuszów Państwowych.
22 stycznia 1904 został wybrany członkiem komisji rewizyjnej oddziału Towarzystwa Gospodarskiego Ziemi Sanockiej, był członkiem oddziału sanockiego C. K. Galicyjskiego Towarzystwa Gospodarskiego oraz należał do Galicyjskiego Towarzystwa Łowieckiego. Prywatnie był heraldykiem.
Był żonaty z Marcjanną (wzgl. Marcellą) z domu Hałakowską (albo Kołakowską, ur. we Lwowie, po pierwszym mężu Głuchowską, zm. 16 września 1916 w Sanoku w wieku 83 lat. Miał z nią syna Aureliego Marcina (ur. 13 lutego 1865, uczeń i absolwent gimnazjum w Rzeszowie z 1884, doktor praw, c. k. urzędnik skarbowy, do około 1909 pracujący na stanowisku komisarza w C. K. Dyrekcji Okręgu Skarbowego w Przemyślu, następnie przebywający w Sanoku. Wraz z żoną i synem zamieszkiwał na piętrze domu rodziny Zaleskich w Sanoku. Podczas pracy nauczycielskiej w Sanoku w swoim mieszkaniu kwaterował gimnazjalistów – synów właściciela ziemskiego z okolic Sanoka, Władysława Morawskiego tj. Jana, Stanisława, Kazimierza. Zmarł 18 listopada 1914 w Sanoku. Po pogrzebie w dniu 19 listopada 1914 został pochowany na cmentarzu przy ul. Rymanowskiej w Sanoku. Według wspomnień świadków oraz relacji gospodarzy domu, dr. Karola Zaleskiego i jego córki Jadwigi Zaleskiej, przy eksportacji z jej rodzinnego domu trumny ze zwłokami prof. Gołkowskiego, na której została położona konfederatka, hołd byłemu powstańcowi oddali żołnierze Armii Imperium Rosyjskiego, którzy w tym czasie w trakcie I wojny światowej okupowali Sanok (pierwsza okupacja rosyjska miasta trwała od 26 września do 4 października 1914, a druga od 10 listopada 1914 do 11 maja 1915).
Osobę Antoniego Gołkowskiego przywoływał w swoim pamiętniku wynajmujące jemu mieszkanie dr Karol Zaleski. W kontekście udziału w powstaniu styczniowym oraz nauki w gimnazjum profesora-weterana wspominali po latach w publikacji pt. Księga pamiątkowa Gimnazjum Męskiego w Sanoku 1888–1958 z 1958: Józef Stachowicz, Stanisław Rymar, Jan Świerzowicz i Karol Zaleski.